# Fregenal de la Sierra
Fregenal de la Sierra (extremadurai nyelven Frexenal dela Sierra) település Spanyolországban, Badajoz tartományban. Fregenal de la Sierra Fuentes de León, Cumbres Mayores, Higuera la Real, Jerez de los Caballeros, Burguillos del Cerro, Valencia del Ventoso, Segura de León és Bodonal de la Sierra községekkel határos. Lakosainak száma 4743 fő (2024).

## Népesség
A település népessége az utóbbi években az alábbiak szerint változott:
| Lakosok száma | 5331 | 5234 | 5275 | 5237 | 5178 | 5001 | 4914 | 4847 | 4811 | 4743 |
|               | 2001 | 2004 | 2006 | 2009 | 2011 | 2014 | 2016 | 2019 | 2021 | 2024 |